# 3. červenec
3. červenec je 184. den roku podle gregoriánského kalendáře (185. v přestupném roce). Do konce roku zbývá 181 dní. Svátek má Radomír.

## Události

### Česko
- 1318 – Mikuláš II. Opavský získal Opavské knížectví jako léno, čímž se Opavsko oddělilo od Moravy.
- 1844 – Ve strojních přádelnách vlny na Liberecku vypukly bouře, jejichž součástí bylo rozbíjení strojů.
- 1866 – Prusko-rakouská válka: Bitva u Hradce Králové – rozhodující vítězství Pruska
- 1874 – Zahájeny volby do českého zemského sněmu, ve kterých poprvé soupeřili staročeši a mladočeši.
- 1898 – Premiéra prvního českého hraného filmu Dostaveníčko ve mlýnici, (známo také jako Švábovo zmařené dostaveníčko). Film natočil průkopník české kinematografie Jan Kříženecký. Film trvá jednu minutu.
- 1913 – Zahájen provoz parní dopravy na Vítkovické závodní dráze (viz Tramvajová doprava v Ostravě).
- 1938 – V Praze byl zahájen X. všesokolský slet, přijímaný jako demonstrace na podporu obrany republiky. Průvod Prahou trval čtyři hodiny a stal se národní manifestací Sokolů před nastupujícím nacismem.
- 1940 – Ve Zlíně začal první český filmový festival Filmové žně.
- 1942 – Zastupující říšský protektor Kurt Daluege zrušil výjimečný stav po atentátu na Heydricha
- 1945 – Československá vláda zaslala vítězným mocnostem memorandum požadující vysídlení Němců z Československa.[1]
- 1962 – Soud posílá Vladimíra Škutinu do vězení za větu, že prezident Novotný je vůl. Toto později vylíčil v knize Prezidentův vězeň.
- 1989 – Nezávislá občanská hnutí požádala vlády Varšavské smlouvy o přehodnocení jejich účasti na invazi do Československa v srpnu 1968.
- 1992 – První dvě kola volby prezidenta nebyla úspěšná, což se stalo poprvé v historii Československa; jediným kandidátem byl Václav Havel.
- 2003 – Do seznamu světového dědictví UNESCO bylo zapsána židovská čtvrť a bazilika sv. Prokopa v Třebíči.

### Svět
- 0362 př. n. l. – Řecká města Sparta a Théby se střetly v bitvě u Mantineie, která měla rozhodnout kdo se stane hegemonem Řecka.
- 0321 – Neděle byla stanovená jako den odpočinku pro celou římskou říši.
- 0324 – V bitvě u Adrianopole zvítězil Konstantin I. Veliký nad vojsky spolu-císaře Licinia, který byl po té donucen uprchnout do Byzantia.
- 0987 – Hugo Kapet byl korunován králem Franků jako první Kapet, kterážto dynastie vládla Francii až do Francouzské revoluce v r. 1792.
- 1608 – Francouzský geograf a diplomat Samuel de Champlain založil kanadské město Québec.
- 1767 – Britský námořní důstojník Philip Carteret objevil Pitcairnův ostrov v Tichém oceánu.
- 1774 – James Cook navštívil ostrov Vatoa.
- 1775 – Americká válka za nezávislost: George Washington se v Cambridge ujal velení Kontinentální armády, jakož i vedení obléhání Bostonu.
- 1778 – Pruský král Fridrich II. Veliký vyhlásil válku Habsburské monarchii, vypukla válka o bavorské dědictví.
- 1861 – Do San Franciska dorazil první Pony Express, který dovezl přes celou zemi dopisy až z New Yorku.
- 1863 – Americká občanská válka: skončila třídenní bitva u Gettysburgu, ve které byly síly Konfederace poraženy armádou Unie. Střetnutí zvrátilo průběh války ve prospěch severních států.
- 1890
  - Idaho bylo přijato jako 43. stát USA.
  - Král Leopold II. daroval Kongo,což byl jeho soukromý majetek, Belgii.[2]
- 1897 – Nejstarší obří kolo v Evropě ve vídeňském zábavním parku Prátru zahájilo provoz.
- 1898 – Španělsko-americká válka: americké námořnictvo rozdrtilo španělskou karibskou flotu v bitvě u Santiaga de Cuba.
- 1939 – Ernst Heinkel předvedl Hitlerovi experimentální raketové letadlo He 176.
- 1944 – Druhá světová válka: Rudá armáda osvobodila Minsk.
- 1954 – Československý emigrant Jaroslav Drobný vyhrál finále Wimbledonu nad Kenem Rosewallem.
- 1977 – Magnetická rezonance byla poprvé použita pro lékařské vyšetření.
- 1985 – Premiéra americké komedie Návrat do budoucnosti.
- 1988
  - Loď amerického námořnictva USS Vincennes sestřelila nad Perským zálivem civilní Airbus A300 společnosti Iran Air, na jehož palubě zahynulo všech 290 lidí.
  - V Istanbulu byl otevřen most sultána Mehmeda Dobyvatele přes Bospor.
- 2016 – Nejméně 250 lidí bylo zabito při sebevražedném útoku Islámského státu v iráckém hlavním městě Bagdádu. Šlo o nejsmrtonosnější útok od americké invaze v roce 2003.

## Narození
Viz též Kategorie:Narození 3. července — automatický abecedně řazený seznam.

### Česko

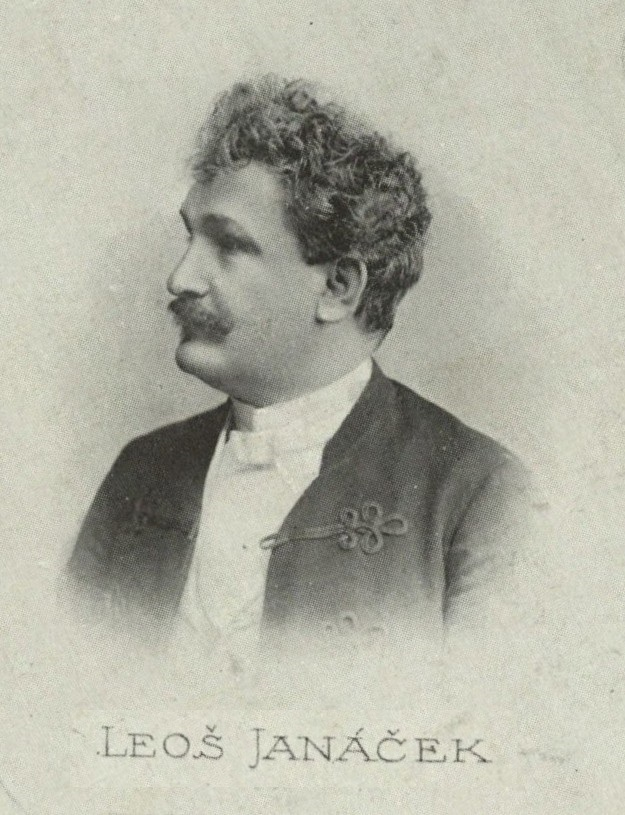
Leoš Janáček (* 1854)

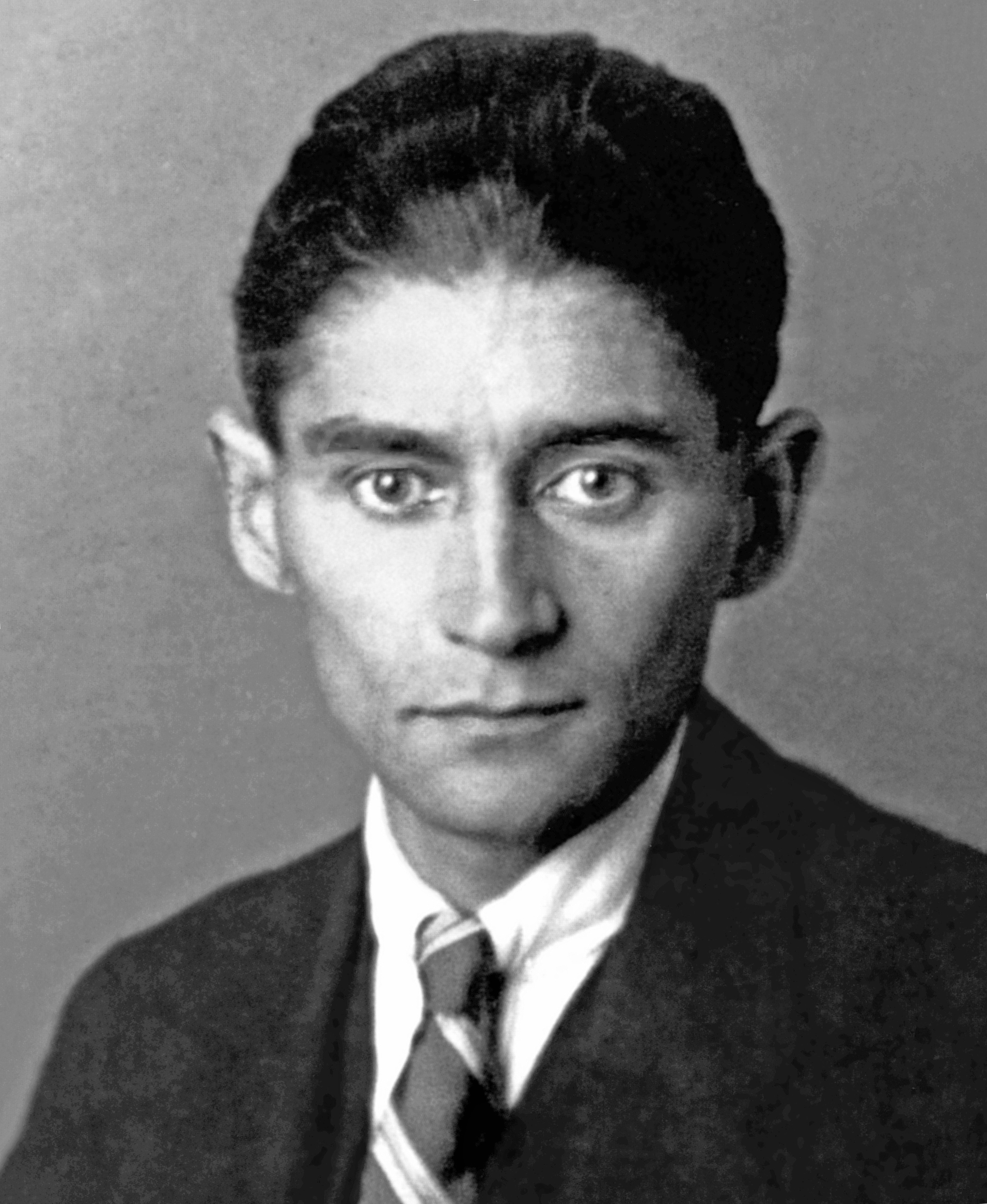
Franz Kafka (* 1883)

- 1550 – Jacobus Gallus, hudební skladatel († 18. července 1591)
- 1834 – Antonín Pavel Wagner, sochař († 27. ledna 1895)
- 1854
  - Josef Mašek, československý politik († 5. května 1929)
  - Leoš Janáček, hudební skladatel († 12. srpna 1928)
- 1860 – Vilém Heš, operní zpěvák († 4. ledna 1908)
- 1879 – Marie Hoppe-Teinitzerová, textilní a průmyslová výtvarnice († 18. listopadu 1960)
- 1881 – František Vahala, architekt a výtvarník († 24. března 1942)
- 1883 – Franz Kafka, pražský německý spisovatel († 3. června 1924)
- 1887 – Arnold Jirásek, chirurg († 28. července 1960)
- 1893 – František Hieke, příslušník Obrany národa a zahraničního protinacistického odboje († 17. února 1984)
- 1897 – Heliodor Píka, generál československé armády († 21. června 1949)
- 1898 – Věra Jičínská, malířka († 27. března 1961)
- 1905 – Johann Wolfgang Brügel, československý právník a historik německé národnosti († 15. listopadu 1986)
- 1914 – Augustin Přeučil, agent gestapa († 14. dubna 1947)
- 1921 – Jan Janků, politický vězeň komunistického režimu († )
- 1923 – Milan Munclinger, flétnista, dirigent, skladatel, muzikolog a hudební publicista († 30. března 1986)
- 1924 – Miloslav Krbec, jazykovědec († 12. února 2003)
- 1927 – Zdeňka Honsová, sportovní gymnastka a olympijská vítězka († 16. května 1994)
- 1931 – Josef Chuchro, violoncellista a pedagog († 26. srpna 2009)
- 1932 – Josef Musil, volejbalista († 26. srpna 2017)
- 1933 – František Štorek, akademický sochař († 19. června 1999)
- 1937 – Tom Stoppard, britský dramatik a scenárista
- 1940 – Pavel Pafko, břišní a hrudní chirurg
- 1941
  - Miroslav Kejmar, trumpetista
  - Jana Klusáková, moderátorka, publicistka a překladatelka
  - Oldřich Vlach, herec
- 1942 – Jan Kostrhun, spisovatel, scenárista a politik († 2. května 2022)
- 1944
  - Václav Nájemník, politik
  - Jaroslav Kaňkovský, herec († 3. června 2014)
- 1947 – Jana Švandová, herečka
- 1950 – Jan Zajíc, student († 25. února 1969)
- 1954 – Vladimír Hirsch, hudební skladatel
- 1955 – Zdeněk Nováček, varhaník, profesor
- 1958 – Jiří Sulženko, operní pěvec – basista
- 1960 – Remigius Machura, koulař
- 1979 – Jan Prušinovský, režisér a scenarista
- 1995 – Anna Fialová, herečka

### Svět

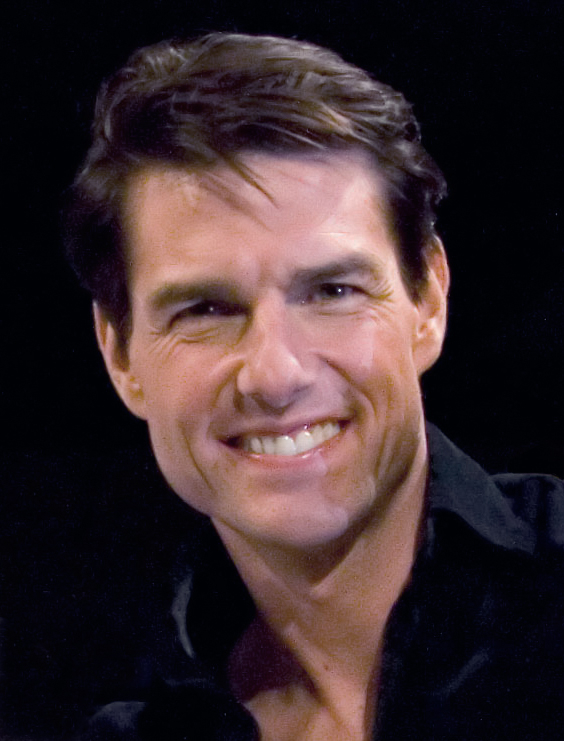
Tom Cruise (* 1962)

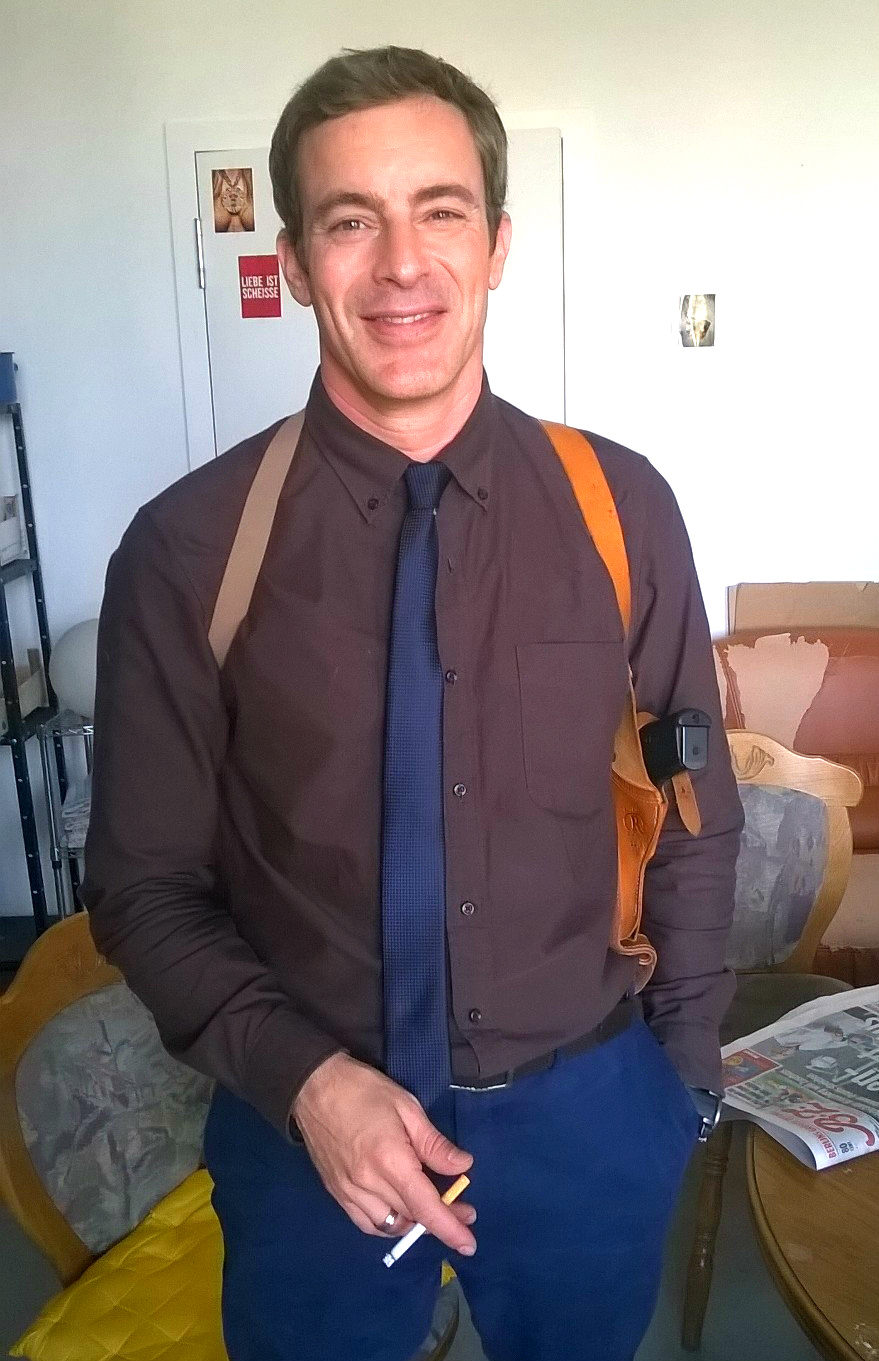
Gedeon Burkhard (* 1969)

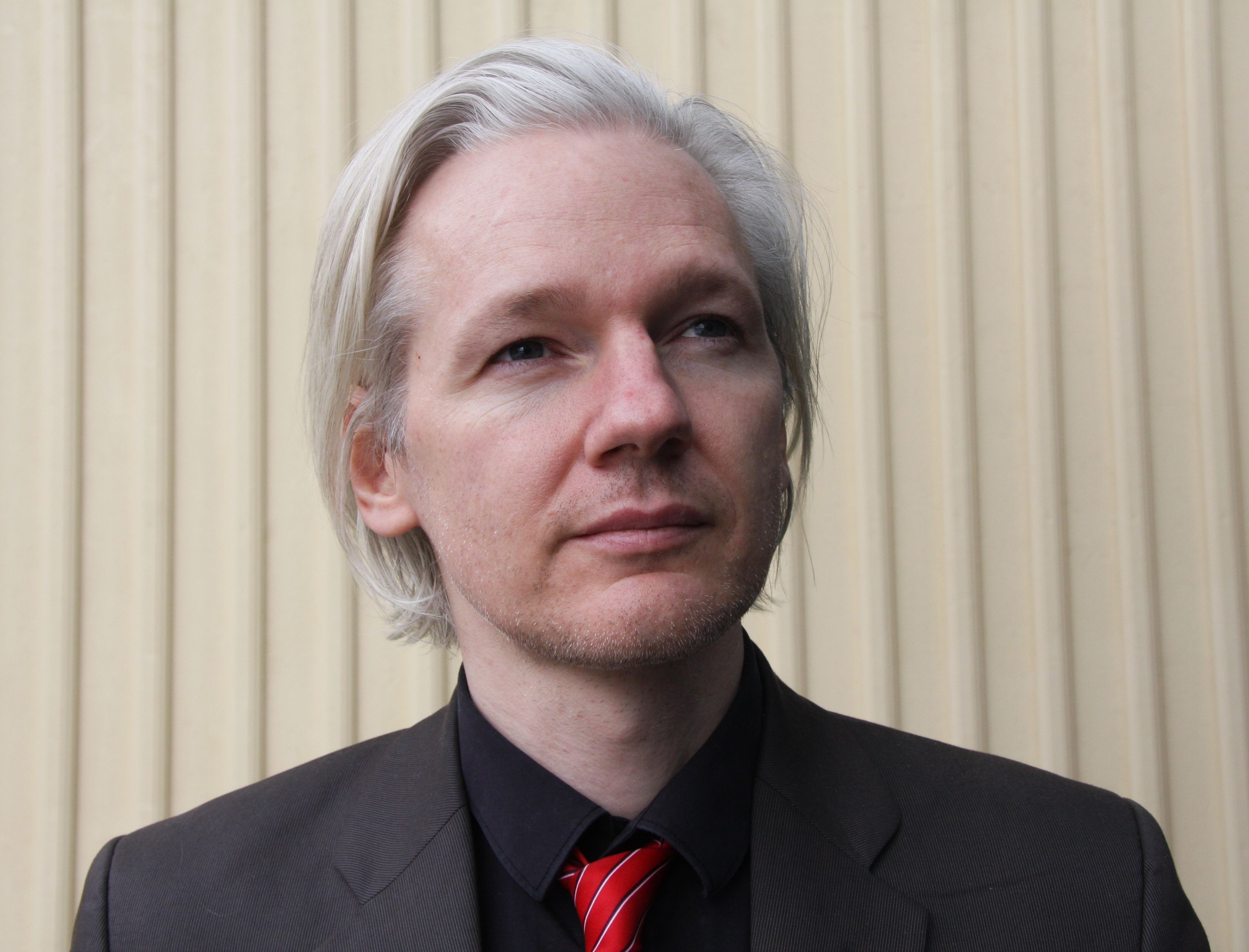
Julian Assange (* 1971)

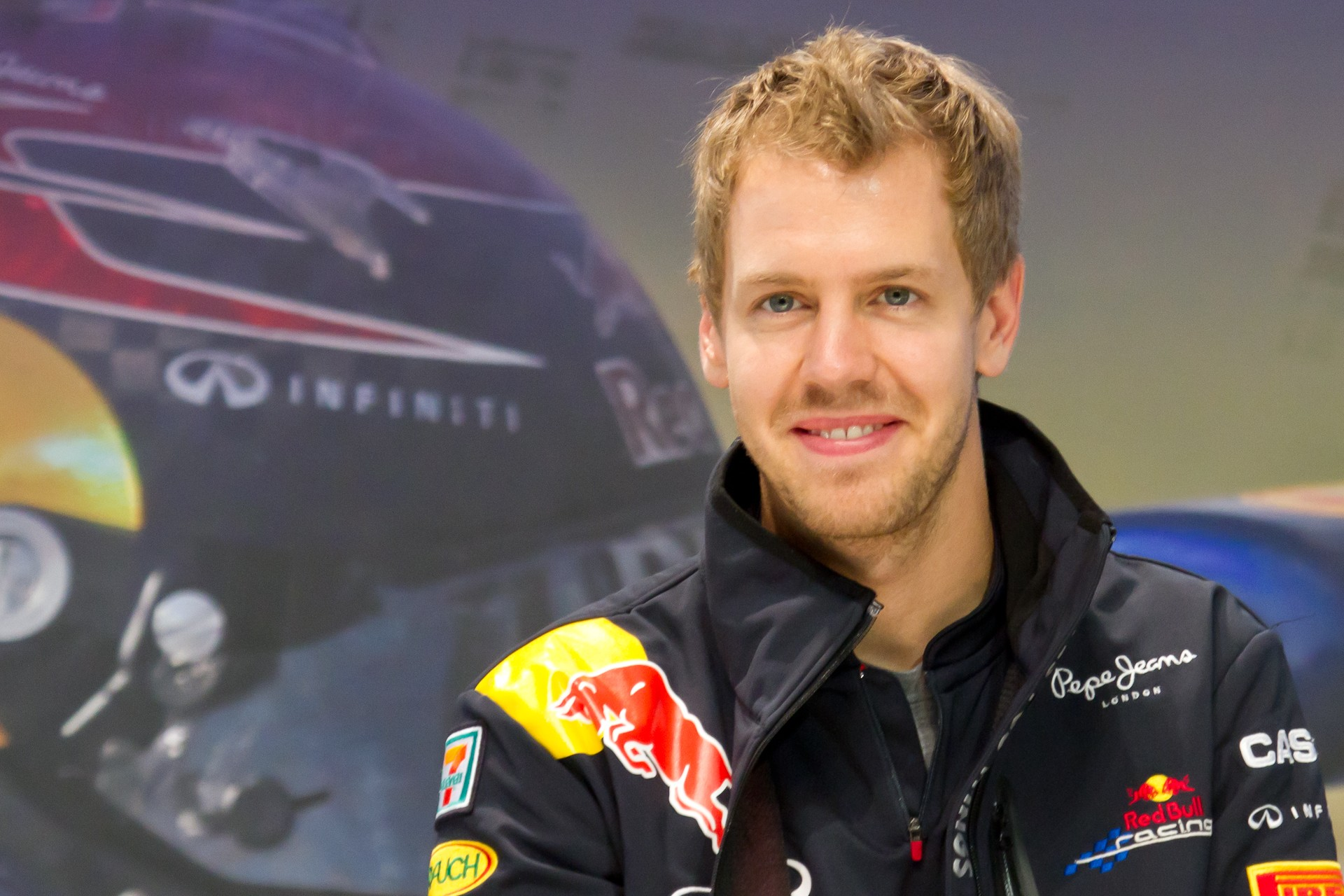
Sebastian Vettel (* 1987)

- 1423 – Ludvík XI., francouzský král († 30. srpna 1483)
- 1576 – Anna Pruská, kurfiřtka braniborská, vévodkyně pruská († 30. srpna 1625)
- 1676 – Leopold I. Anhaltsko-Desavský, askánský německý princ a vládce knížectví Anhalt-Dessau († 7. dubna 1747)
- 1709 – Vilemína Pruská, pruská princezna († 14. října 1758)
- 1715
  - Nicola Calandro, italský hudební skladatel († ?)
  - Filip Gotthard Schaffgotsch, slezský kněz, vratislavský biskup († 5. ledna 1795)
- 1716 – Michael Antonín z Althannu, rakousko-moravský šlechtic († 1. května 1774)
- 1728 – Robert Adam, britský architekt († 3. března 1792)
- 1738 – John Singleton Copley, anglický malíř († 9. září 1815)
- 1746 – Žofie Magdalena Dánská, švédská královna († 21. srpna 1813)
- 1760 – Johann von Prochaska, rakouský generál († 24. dubna 1823)
- 1778 – Carl Ludwig Engel německo-finský architekt a malíř († 14. května 1840)
- 1789 – Friedrich Overbeck, německý malíř († 12. listopadu 1869)
- 1802 – Ignacy Domeyko, polsko-chilský geolog, mineralog, cestovatel a etnograf († 23. listopadu 1889)
- 1823 – Ahmed Vefik Paša, osmanský státník, diplomat a velkovezír († 2. dubna 1891)
- 1870 – Richard Bedford Bennett, premiér Kanady († 26. června 1947)
- 1879 – Alfred Korzybski, americký filozof († 1. března 1950)
- 1886 – Raymond A. Spruance, admirál loďstva Spojených států amerických († 13. prosince 1969)
- 1893 – Mississippi John Hurt, americký bluesový kytarista, zpěvák a farmář († 2. listopadu 1966)
- 1896
  - Igo Sym, rakousko-polský herec († 7. března 1941)
  - Isaac Puente, baskický lékař a anarchokomunista († 1. září 1936)
- 1899
  - Peter Thomas McKeefry, kardinál († 18. listopadu 1973)
  - Ernst Fischer, rakouský marxistický spisovatel, literární vědec a politik († 31. července 1972)
- 1909 – Stavros Niarchos, řecký rejdař a miliardář († 16. dubna 1996)
- 1917 – Walter H. Haas, americký amatérský astronom († 6. dubna 2015)
- 1921 – Susan Petersová, americká divadelní, filmová a televizní herečka († 23. října 1952)
- 1926 – Johnny Coles, americký trumpetista († 21. prosince 1997)
- 1927 – Ken Russell, anglický filmový režisér († 27. listopadu 2011)
- 1928 – Georges-Jean Arnaud, francouzský spisovatel
- 1930
  - Tommy Tedesco, americký kytarista († 10. listopadu 1997)
  - Pete Fountain, americký klarinetista
- 1935
  - Harrison Schmitt, americký astronaut
  - Sergej Nikitič Chruščov, rusko-americký historik, syn sovětského vůdce Nikity Chruščova († 18. června 2020)
- 1940 – Jerzy Buzek, polský politik, předseda Evropského parlamentu
- 1941
  - Wilfried F. Schoeller, německý spisovatel a literární kritik († 6. ledna 2020)
  - Liamine Zéroual, čtvrtý prezident nezávislého Alžírska
- 1942
  - Lonnie Smith, americký jazzový varhaník († 28. září 2021)
  - Frank Boldt, německý historik a slavista, překladatel, pedagog († 3. října 2006)
- 1943
  - Ray Lynch, americký skladatel
  - Norman Thagard, americký lékař a astronaut
- 1945 – Saharon Šelach, izraelský matematik
- 1946
  - Jean-Luc Marion, francouzský filosof
  - Leszek Miller, premiér Polska
  - Bolo Yeung, čínský kulturista a herec
- 1947
  - Dave Barry, americký humorista
  - Rob Rensenbrink, nizozemský fotbalista († 24. ledna 2020)
  - Top Topham, britský kytarista a malíř († 23. ledna 2023)
- 1951
  - Frans Lanting, nizozemský fotograf divoké přírody
  - Jean-Claude Duvalier, prezident Republiky Haiti († 4. října 2014)
- 1952
  - Laura Branigan, americká herečka a zpěvačka († 26. srpna 2004)
  - Andy Fraser, britský hudebník († 16. března 2015)
- 1953 – Iren Stehli, švýcarsko-česká dokumentární fotografka
- 1954 – Claudia Märtlová, německá historička
- 1957
  - Peter Breiner, slovenský klavírista, skladatel, dirigent
  - Poly Styrene, anglická punk rocková zpěvačka a skladatelka († 25. dubna 2011)
- 1959 – David Shore, kanadský režisér a scenárista
- 1960
  - Perrine Pelen, francouzská lyžařka
  - Vince Clarke, britský hudebník
- 1962
  - Tom Cruise, americký herec
  - Hunter Tylo, americká herečka
- 1963 – Tracey Eminová, anglická umělkyně
- 1964 – Yeardley Smithová, americká herečka a dabérka
- 1965 – Connie Nielsen, dánská herečka
- 1968 – Norbi Kovács, česko-slovenský kytarista
- 1969
  - Gedeon Burkhard, německý herec
  - Kevin Hearn, kanadský hudebník
- 1970 – Teemu Selänne, finský lední hokejista
- 1971 – Julian Assange, zakladatel WikiLeaks
- 1973
  - Ólafur Stefánsson, islandský házenkář
  - Patrick Wilson, americký herec a zpěvák
- 1978 – Kim Kirchen, lucemburský cyklista
- 1980 – Tomáš Oravec, slovenský fotbalista
- 1983 – Dorota Masłowska, polská spisovatelka a novinářka
- 1984 – Churandy Martina, atlet Nizozemských Antil
- 1986 – Duane Vermeulen, jihoafrický ragbista
- 1987 – Sebastian Vettel, automobilový závodník, mistr světa F1
- 1988 – Anssi Koivuranta, finský lyžař specializující se na severskou kombinaci
- 1991 – Anastasija Pavljučenkovová, ruská tenistka
- 1999 – Asja Gollo, italská sportovní lezkyně

## Úmrtí
Viz též Kategorie:Úmrtí 3. července — automatický abecedně řazený seznam.

### Česko

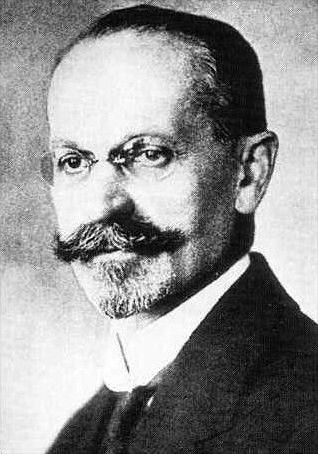
Emil Kolben († 1943)

- 1801 – Jan Nepomuk Vent, houslista, hobojista a hudební skladatel (* 27. června 1745)
- 1847 – Matěj Kopecký, loutkový divadelník (* 24. února 1775)
- 1904 – Rudolf Thurn-Taxis, šlechtic, právník a mecenáš (* 25. listopadu 1833)
- 1907 – Miroslav Krajník, básník a překladatel (* 1. ledna 1850)
- 1909 – František Dolejška, učitel kaligrafie a těsnopisu (* 1838)
- 1938 – Alois Václav Horňanský, učitel, vinařský buditel (* 23. srpna 1871)
- 1941 – Václav Hlinomaz, hudební skladatel (* 14. prosince 1873)
- 1943 – Emil Kolben, elektrotechnik (* 1. listopadu 1862)
- 1961 – Zdena Walterová, spisovatelka (* 1877)
- 1973 – Karel Ančerl, dirigent (* 11. dubna 1908)
- 1978 – Theodor Kilian, esperantista (* 26. září 1897)
- 1996 – Oldřich Bosák, produkční návrhář (* 8. dubna 1922)
- 2003 – Vladislav Kavan, malíř (* 30. června 1924)
- 2007 – František Anicet Petružela, vojenský duchovní (* 14. srpna 1914)
- 2009 – Josef Adamík, hudební skladatel (* 29. června 1947)
- 2017 – Zdeněk Juračka, kytarista (* 19. května 1947)
- 2025 – Klára Kolouchová, horolezkyně (* 6. září 1978)

### Svět

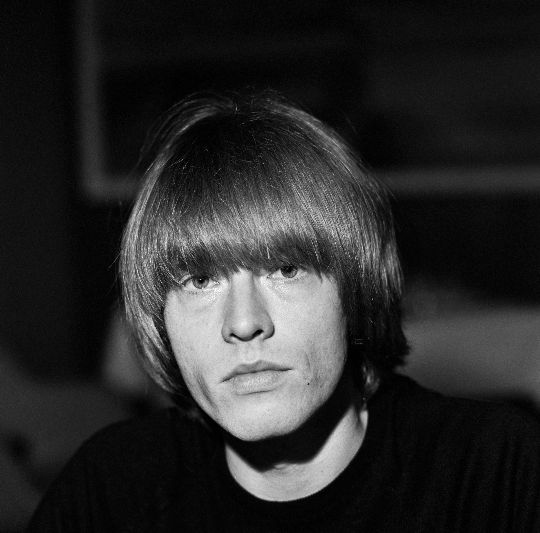
Brian Jones († 1969)

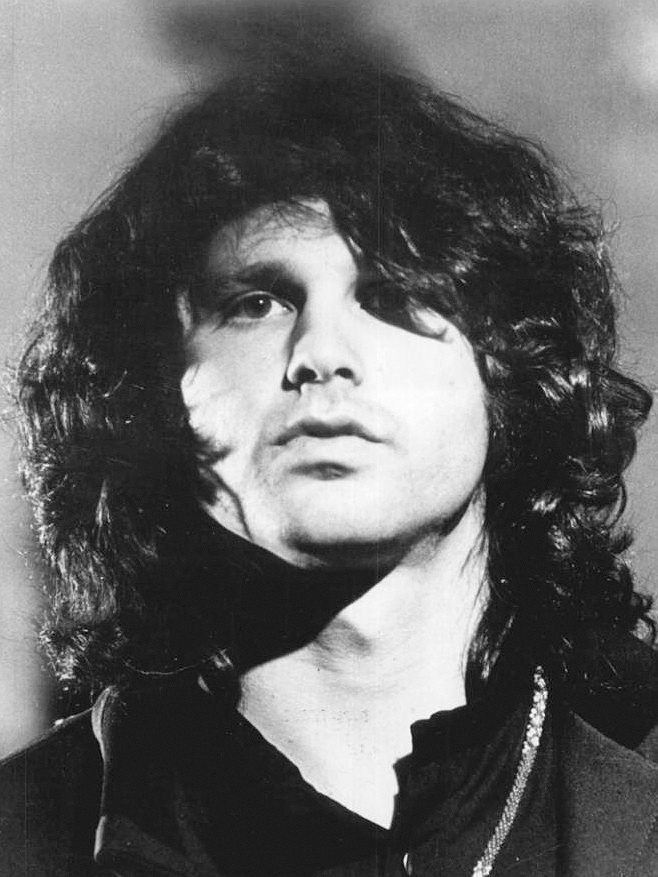
Jim Morrison († 1971)

- 1642 – Marie Medicejská, francouzská královna jako manželka Jindřicha IV. (* 1573)
- 1716 – Filip Zikmund z Ditrichštejna, rakousko-český šlechtic (* 9. března 1651)
- 1741 – Alžběta Tereza Lotrinská, lotrinská princezna a sardinská královna (* 15. října 1711)
- 1749 – William Jones, velšský matematik (* 1675)
- 1778 – Anna Maria Mozartová, matka W. A. Mozarta (* 25. prosince 1720)
- 1780 – Thomas Hutchinson, britský politik v Massachusetts (* 9. září 1711)
- 1795 – Louis-Georges de Bréquigny, francouzský historik (* 22. ledna 1714)
- 1834 – Jean-Baptiste Nompere de Champagny, francouzský diplomat (* 4. srpna 1756)
- 1877
  - Žofie Württemberská, první manželka nizozemského krále Viléma III. (* 17. července 1818)
  - Ludwig von Köchel, rakouský muzikolog (* 14. ledna 1800)
- 1899 – Gabriel Finne, norský spisovatel (* 10. února 1866)
- 1903 – Harriet Laneová, první dáma USA, neteř prezidenta Jamese Buchanana (* 9. května 1830)
- 1904 – Theodor Herzl, rakousko-uherský židovský novinář, nejvýznamnější představitel sionismu a „duchovní otec“ Státu Izrael (* 1860)
- 1918 – Mehmed V., osmanský sultán a chalífa (* 2. listopadu 1844)
- 1919 – Viktor Tausk, rakouský filozof a psychoanalytik (* 12. března 1879)
- 1928 – Max Julius Coudenhove, rakouský politik a diplomat (* 17. prosince 1865)
- 1933 – Hipólito Yrigoyen, prezident Argentiny (* 12. července 1852)
- 1934 – Jindřich Meklenbursko-Zvěřínský, nizozemský princ manžel (* 19. dubna 1876)
- 1935 – André Citroën, francouzský podnikatel (* 1878)
- 1936 – Štefan Lux, slovenský novinář, herec, režisér a spisovatel (* 4. listopadu 1888)
- 1951 – Tadeusz Borowski, polský básník, prozaik a publicista (* 12. listopadu 1922)
- 1969 – Brian Jones, britský hudebník, člen The Rolling Stones (* 1942)
- 1971 – Jim Morrison, americký zpěvák, člen The Doors (* 1943)
- 1974 – John Crowe Ransom, americký pedagog, literární kritik, básník a esejista (* 30. dubna 1888)
- 1976 – Alexander Lernet-Holenia, rakouský spisovatel (* 21. října 1897)
- 1979 – Louis Durey, francouzský skladatel (* 27. května 1888)
- 1982 – Annibale Bugnini, italský kněz, vůdčí osobnost liturgické reformy (* 14. června 1912)
- 1984 – Rudolf Pribiš, slovenský sochař (* 19. března 1913)
- 1985 – Erik Ågren, švédský boxer (* 3. ledna 1916)
- 1986 – Oskár Jeleň, slovenský politik a diplomat (* 4. září 1904)
- 1991 – Efrajim Urbach, izraelský rabín, judaista a politik (* 26. května 1912)
- 1995 – Pancho Gonzales, americký tenista (* 9. května 1928)
- 1997 – Johnny Copeland, americký bluesový kytarista a zpěvák (* 27. března 1937)
- 1998 – Bernhard Häring, německý teolog (* 10. listopadu 1912)
- 2000 – John Hejduk, americký architekt (* 19. července 1929)
- 2001 – Ivan Slamnig, chorvatský spisovatel (* 24. června 1930)
- 2002 – Michel Henry, francouzský fenomenologický filosof a spisovatel (* 10. ledna 1922)
- 2004 – Andrijan Nikolajev, sovětský vojenský letec a kosmonaut (* 5. září 1929)
- 2005
  - Alberto Lattuada, italský režisér (* 13. listopadu 1914)
  - Pierre Michelot, francouzský jazzový kontrabasista (* 3. března 1928)
- 2006 – Gwyn Jones, velšský fyzik (* 29. března 1917)
- 2011 – Anna Masseyová, britská herečka (* 11. srpna 1937)
- 2012 – Andy Griffith, americký herec, režisér, zpěvák a filmový producent (* 1. června 1926)
- 2013
  - Bernard Vitet, francouzský trumpetista (* 26. května 1934)
  - Radu Vasile, rumunský politik, historik a básník (* 10. října 1942)
- 2017 – Paolo Villaggio, italský herec, spisovatel a režisér (* 30. prosince 1932)
- 2025 – Diogo Jota, portugalský fotbalista (* 4. prosince 1996)

## Svátky

### Česko
- Radomír, Radomíra, Radimír, Radimíra
- Anatolie

### Svět
- Zambie – Den svornosti
- Lesotho – Den rodin
- Alžírsko – Den nezávislosti

| 3. červenec v pražském KlementinuÚdaje jsou platné k 8. 7. 2025. | 3. červenec v pražském KlementinuÚdaje jsou platné k 8. 7. 2025. | 3. červenec v pražském KlementinuÚdaje jsou platné k 8. 7. 2025. |
| minimum                                                          | denní průměr                                                     | maximum                                                          |
| ---------------------------------------------------------------- | ---------------------------------------------------------------- | ---------------------------------------------------------------- |
| 8,0 °C (1864)                                                    | 19,6 °C (od 1961)                                                | 34,4 °C (1952)                                                   |